# Cantón de Bourbourg
El cantón de Bourbourg era una división administrativa francesa, que estaba situada en el departamento de Norte y la región de Norte-Paso de Calais.

## Composición
El cantón estaba formado por doce comunas:
- Bourbourg
- Brouckerque
- Cappelle-Brouck
- Drincham
- Holque
- Looberghe
- Millam
- Saint-Momelin
- Saint-Pierre-Brouck
- Spycker
- Watten
- Wulverdinghe

## Supresión del cantón de Bourbourg
En aplicación del Decreto nº 2014-167 de 17 de febrero de 2014, el cantón de Bourbourg fue suprimido el 22 de marzo de 2015 y sus 12 comunas pasaron a formar parte; seis del nuevo cantón de Grande-Synthe, cinco del nuevo cantón de Wormhout y una del nuevo cantón de Coudekerque-Branche.